# Wally Swift
Wally Swift (* 10. August 1936 in Nottingham; † 10. November 2012 in Birmingham) war ein englischer Boxer.

## Werdegang
Wally (Walter) Swift wuchs zusammen mit sieben Geschwistern im Nottinghamer Stadtteil Bilborough auf. Bereits mit 10 Jahren begann er an seiner Schule mit dem Boxen und war dort schon bei einigen Schulmeisterschaften erfolgreich. Später ging er zur Armee, wo er diesen Sport fortsetzen konnte. Mit knapp 21 Jahren wurde er Berufsboxer.
Seinen ersten Kampf als Profi bestritt er am 26. September 1957 in Liverpool und kam dabei im Weltergewicht nach 4 Runden zu einem Punktsieg über seinen britischen Landsmann Willie Smith. Zu Beginn seiner Karriere boxte er vor allem in nord-west-englischen Städten wie Nottingham, Liverpool, Birmingham, Leicester oder Derby. Seine erste Niederlage musste er am 24. Juni 1958 in Kensington hinnehmen, als er gen Albert Carroll nach 8 Runden nach Punkten verlor. In den folgenden Kämpfen blieb er aber meist erfolgreich. So besiegte er am 25. September 1958 in Middlesbrough den gefährlichen Ghanesen Peter Cobblah durch Techn. K. o. in der 6. Runde.
Am 17. September 1959 wurde Wally Swift in Birmingham mit einem Techn. K.-o.-Sieg in der 6. Runde über Ray Corbett Meister der "Midlands Area", also von Mittel-England. Am 7. Dezember besiegte er in Nottingham den Südafrikaner Willie Toweel, einen damals sehr hoch eingestuften Boxer, der kurz vorher seinen "Commonwealth-Title" im Leichtgewicht an Dave Charnley verloren hatte.
Am 1. Februar 1960 wurde Wally Swift in Nottingham mit einem Punktsieg nach 15 Runden über Tommy Molloy britischer Meister im Weltergewicht und am 8. März 1960 kam er in Wembley zu einem bemerkenswerten Sieg über den Ex-Weltmeister im Weltergewicht Virgil Akins aus den Vereinigten Staaten. Nach dem Sieg über Molloy stand Wally Swift in der Europa-Rangliste der Fachzeitschrift Box Sport auf Rang 2, Titelträger war Duilio Loi aus Italien, auf Rang 1 stand Bruno Visintin aus Italien, auf Rang 3 Christian Christensen aus Dänemark und auf Rang 4 Stefan Redl aus Deutschland (s. Box Sport, Nr. 12/1960, Seite 8).
Am 21. November 1960 kämpfte Wally Swift in Nottingham gegen den Herausforderer Brian Curvis um den Britischen und den Commonwealth-Titel im Weltergewicht und verlor diesen Kampf nach 15 Runden nach Punkten. Auch im Retourkampf, der am 8. Mai 1961, wieder in Nottingham, stattfand, verlor er nach 15 Runden nach Punkten.
Am 2. September 1961 boxte Wally Swift erstmals in Italien und unterlag in Cagliari gegen Fortunato Manca nach 10 Runden nach Punkten. Nach diesem Kampf stieg er in das Mittelgewicht auf und schlug in dieser Gewichtsklasse am 10. September 1962 in Manchester Mick Leahy nach Punkten. Gegen Leahy boxte er in rascher Abfolge noch dreimal. Am 10. Dezember 1962 in Leicester. Dieser Kampf endete unentschieden. Am 13. Februar 1963 siegte Leahy über Wally Swift nach 12 Runden nach Punkten und am 14. Dezember 1964 schlug Swift Leahy im Kampf um den britischen Meistertitel im Mittelgewicht nach 15 Runden nach Punkten. Dazwischen hatte er am 1. Mai 1963 in Solihull im Kampf um den Titel der "Midlands Area" im Mittelgewicht gegen Teddy Haynes eine verletzungsbedingte Techn. K.-o.-Niederlage in der 5. Runde hinnehmen müssen.
Am 8. November kämpfte Wally Swift in Nottingham gegen Johnny Pritchett, ein starker neuer Konkurrent aus England. Er musste gegen diesen eine Techn. K.-o.-Niederlage in der 12. Runde hinnehmen. Im Jahr 1966 boxte er auch dreimal erfolgreich gegen deutsche Gegner. Am 19. Januar 1966 besiegte er in Solihull Heinrich Dampmann durch Techn. K. o. in der 4. Runde, am 6. Juni 1966 schlug er in Newcastle Horst Wieczorek nach 10 Runden nach Punkten und am 23. August 1966 schlug er in Nottingham nach 8 Runden auch Manfred Graus nach Punkten.
Am 20. Februar 1967 ging es für Wally Swift in Nottingham im Kampf gegen Johnny Pritchett wieder einmal um den britischen Titel im Mittelgewicht. Pritchett gewann diesen Kampf nach 15 Runden nach Punkten.
Wally Swift erhielt danach die Chance, am 9. September 1967 in Mailand gegen Sandro Mazzinghi um den Europameistertitel im Halb-Mittelgewicht zu boxen. Er konnte diese Chance aber nicht nützen, denn er erlitt in der 5. Runde eine klaffende Augenbrauen-Verletzung über dem linken Auge und wurde vom Kampfgericht in der Pause zur 6. Runde aus dem Kampf genommen.
Am 26. Mai 1968 bot sich für Wally Swift noch einmal die Chance, Europameister im Mittelgewicht zu werden. In Birmingham konnte er aber auch diese Chance nicht nutzen, denn er verlor gegen den in Italien eingebürgerten Argentinier Carlo Duran (Juan Carlos Duran) durch Disqualifikation in der 10. Runde. Diese Disqualifikation, die natürlich umstritten war, erfolgte wegen wiederholten Kopfstoßens von Swift durch den französischen Ringrichter Georges Gondré. Nach dieser Niederlage stand er in der Europa-Rangliste des "Box Sport" hinter Carlo Duran, dem Weltmeister Nino Benvenuti aus Italien, Jupp Elze aus Deutschland, Johnny Pritchett, Tom Bogs aus Dänemark und Jacques Marthy aus Frankreich nur mehr an 6. Stelle (s. Box Sport Nr. 14/1968, Seite 5).
Wally Swift boxte nach diesen Niederlagen weiter und besiegte am 17. Februar 1969 in Nottingham seinen jungen britischen Landsmann Les McAteer nach Punkten. Am 14. Juli 1969 kam es in Nottingham zum erneuten Aufeinandertreffen dieser beiden Boxer, wobei es dieses Mal um den vakanten britischen und den Meistertitel des Commonwealth ging. Wally Swift verlor gegen McAteer durch Techn. K. o. in der 11. Runde. Das war gleichzeitig sein letzter Kampf in seiner herausragenden Laufbahn.
Danach versuchte er sich in dem typisch englischen Beruf eines Buchmachers, kehrte später aber wieder zum Boxsport zurück und betätigte sich als Trainer, Manager und Veranstalter. U.a. betreute er auch seine beiden Söhne Wally jr. und Tony, die beide ebenfalls Berufsboxer geworden waren.